# Los Guerrilleros
Los Guerrilleros est une série de bande dessinée franco-belge créé en 1968 par Jesús Monterde Blasco et Cusso, dans le no 1557 du journal Spirou.

## Publication

### Revues
- Los Guerrilleros, no 1557 au no 1585 du journal Spirou, 1968.
- La Route du condamné,  no 1652 au no 1667 du journal Spirou, 1969.
- L'Ombre de l'ancêtre, no 1674 au no 1691 du journal Spirou, 1970.